# Parafia Chrystusa Króla w Bydgoszczy
Parafia Chrystusa Króla w Bydgoszczy – rzymskokatolicka parafia w Bydgoszczy, erygowana w 1978 roku. Należy do dekanatu Bydgoszcz III. Do parafii należą wierni z Bydgoszczy, mieszkający na osiedlu Błonie.

## Rys historyczny
15 listopada 1981 roku podano wiernym do wiadomości, że Urząd Wojewódzki w Bydgoszczy Wydział ds. Wyznań oraz Prezydent Miasta pismem z dnia 30 października powiadomili parafię o wyrażeniu zgody na lokalizację budowy kościoła u zbiegu ulic Lotników i Stawowej na części istniejącego tam cmentarza komunalnego. Wskazany wyżej Wydział chciał dać pozwolenie na budowę dwa lata wcześniej, ale wtedy nie byłoby kościoła pod wezwaniem błogosławionej Jadwigi. Ksiądz proboszcz powiedział, iż zgodnie z decyzją Władz Duchownych w pierwszym rzędzie pozwolenie powinien otrzymać ksiądz Woźniak. Jednocześnie bardzo się ucieszył, że modlitwy wiernych odniosły skutek.
Nadszedł tymczasem okres stanu wojennego i wszelkie plany znalazły się jakby w zawieszeniu. Chociaż i wtedy nie brakowało ludzi, którzy pragnęli pomagać. Wspólnota jeszcze silniej zintegrowała się wokół idei budowy własnej świątyni - Domu Boga, w którym można by się schronić przed rzeczywistością tamtych dni. Wokół parafii i kościołów zaczyna rozwijać się bujne życie duchowe, kulturalne i artystyczne. Domy parafialne goszczą ludzi znanych i cenionych, artystów, polityków i dziennikarzy. 9 maja 1982 roku rozpoczyna się druga w historii parafii wizytacja kanoniczna. Z polecenia księdza Prymasa przeprowadził ją ksiądz biskup Jan Nowak. Arcypasterz wygłosił Słowo Boże, spotkał się z dziećmi, odprawił mszę, 349 osobom udzielił sakramentu bierzmowania, wizytował biuro parafialne, kaplice katechetyczne, kaplicę parafialną i jej podpiwniczenia, a także mieszkania wikariuszy. 10 maja o godzinie 15.00 odbyło się nabożeństwo z błogosławieństwem niemowląt i małych dzieci przy bardzo dużej frekwencji wiernych. Po uroczystości odbyło się pożegnanie księdza biskupa i zakończenie wizytacji, po której pozostał wpis w kronice parafialnej: „Visum in actu pastoralis. Bydgoszcz 10 maja 1982 roku, Jan Nowak. Pan Stefan Pietrzak z Wydziału Urbanistyki Urzędu Wojewódzkiego polecił, żeby ksiądz napisał pismo o wydanie warunków pozwolenia. W tym momencie mógł też przystąpić do opracowania projektu koncepcyjnego - poprosił zatem inżyniera Jurekę o sporządzenie takiego projektu. Poprosił też budowniczych osiedla na konsultacje-spośród trzech koncepcji wybrano czwartą, z jedną wieżą kościoła. Potem, dzięki uporowi księdza proboszcza architekt dorysował drugą wieżę.
23 maja 1982 roku podano parafianom radosną wiadomość, że parafia otrzymała pozwolenie na budowę kościoła (pismo z dnia 17 maja 1982 roku). Datki z drugiej niedzieli każdego miesiąca przeznaczane były na potrzeby budowy. Stworzono też „Złotą Księgę", w której umieszcza się nazwiska indywidualnych ofiarodawców. Jednocześnie powstaje budynek gospodarczy niezbędny dla dalszej budowy, doprowadza się kabel energii elektrycznej i podłącza do sieci wodociągowej. 26 lipca 1983 roku Wojewódzkie Biuro Planowania Przestrzennego w Bydgoszczy wydało decyzję o pozwoleniu na budowę kościoła przy ulicy Lotników, róg Stawowej. Projekt budowy opracował mgr inż. Stanisław Jureko, projekt konstrukcyjny wykonał inż. Zbigniew Arciszewski; instalacji elektrycznej - inż. Ryszard Klawiński; instalacji wodno-kanalizacyjnej i centralnego ogrzewania pani inż. Krystyna Popielewska. Niezwłocznie też przystąpiono do' prac związanych z budową.
Trzeba było wyciąć kilka drzew na cmentarzu komunalnym, a to kosztowało niezwykle dużo pieniędzy. Dzięki ofiarnej pomocy pana Malinowskiego z Wydziału Gospodarki Komunalnej Urzędu Miejskiego parafia zaoszczędziła sporą sumę. Tak oto zakończył się okres, kiedy to mówiono stale, iż kościół nie może powstać, gdyż wszystkiego brakuje, mieszkań dla ludności, tzw. „mocy przerobowych", materiałów budowlanych, itd. 1 sierpnia została zawarta umowa dzierżawy'4 między Dyrektorem Zarządu Terenami Zielonymi w Bydgoszczy a parafią na grunt o powierzchni 450 metrów kwadratowych pod składanie materiałów. Natomiast teren pod budowę kościoła przekazano w dzierżawę wieczystą decyzją tegoż Urzędu w dniu 4 lipca 1983 roku.
Zachowało się sporo zdjęć z pierwszych dni budowy. Oto widzimy księdza proboszcza w towarzystwie pierwszych budowniczych, którzy niezwłocznie „stanęli" do roboty. Jakaś taczka, pierwsze cegły i już - potężniejący z każdą chwilą wykop pod fundamenty. Widziało się w tych ludziach wielkie zaangażowanie, czuło się też obecność Ducha. Ten kościół miał powstać dla chwały Bożej, ale też miał integrować wspólnotę, miał się budować „w Bogu" - jak powiada Psalmista: „Jeżeli Jahwe domu nie zbuduje /, na próżno się trudzą ci, którzy go wznoszą". (Ps 127, 1-2) A czyż to miejsce nie miało przyzwolenia Pana, czyż tak gorliwie zanoszone modlitwy nie wyjednały przychylności. Komuż jeszcze kilka lat wcześniej śniło się, że jednak powstanie świątynia na obrzeżach Błonia? Parafianie chętnie pracowali przy budowie - podjęli też pracę w wolne soboty w cegielni w Fordonie, co umożliwiło poza przydziałem kupno większej ilości cegły (70% wyprodukowanej społecznie). W sumie poza przydziałem zakupiono 200 tysięcy sztuk.
Szybko powstały fundamenty i mury zaczęły piąć się w górę. Wtedy też miała miejsce podniosła uroczystość - oto 5 września 1984 roku o godzinie 18.00 przybył do parafii i na teren budowy ksiądz Prymas kardynał Józef Glemp by wraz z biskupami pomocniczymi: księdzem biskupem Janem Czerniakiem, księdzem biskupem Janem Michalskim i księdzem biskupem Janem Nowakiem dokonać aktu wmurowania kamienia węgielnego. Kamień ów (wzięty z fundamentów bazyliki prymasowskiej z Gniezna) poświęcił w 1983 roku w Poznaniu podczas pielgrzymki do Polski Ojciec Święty Jan Paweł II. Po powitaniu dostojnych gości przez księdza proboszcza oraz dzieci, przy udziale nieprzebranych tłumów wiernych dokonano podpisania aktu erekcyjnego i wmurowania kamienia węgielnego. Mszę świętą odprawił ksiądz biskup Jan Nowak, a Słowo Boże wygłosił ksiądz Prymas. Po mszy świętej nastąpiło spotkanie przy posiłku w domu parafialnym zaproszonych księży i budowniczych kościoła, którzy wypełnili trzy kaplice katechetyczne. 9 kwietnia po przerwie zimowej przystąpiono do dalszej pracy. Postanowiono we własnym zakresie wykonać konstrukcję stalową, co przyniosło wielkie oszczędności. W dalszym ciągu prowadzi się też prace murarskie. Ludzie podają i czyszczą cegły, wnoszą i wwożą je na taczkach, pomagają murarzom, którzy mają jakby skrzydła u ramion i pracują w wielkim zapamiętaniu. Jednocześnie toczy się normalne życie parafialne, dzieci przystępują do komunii, odbywają się chrzty, msze święte, w salkach katechetycznych trwają lekcje religii, odbywają się spotkania grup parafialnych. Szybko „wyciągnięto" mury na projektowano wysokość, ustawiono na nich konstrukcję stalową, zabetonowano fundamenty pod przyszłą kruchtę kościoła. 4 października 1986 roku ma miejsce kolejny historyczny moment- następuje wyniesienie na wieże kościoła krzyży o wadze 2 ton każdy. Ludzie nie szczędzą sił, przychodzą często całymi rodzinami, nie zważają na deszcz, chłód i mróz, mają czasami poranione ręce od chropowatych materiałów budowlanych, czują ogromne zmęczenie, ale kiedy odpoczną i patrzą wstecz cieszą się, że włożyli swój trud, że mają swoją cząstkę w budowanej świątyni. Często widzi się na placu budowy całe rodziny matki i ojców, dzieci. Często też przychodzą ludzie starsi, schorowani, którzy nie wahają się podjąć trudu budowy. 24 grudnia 1986 roku ma miejsce wydarzenie, które złotymi zgłoskami zapisało się w historii parafii - o godzinie 24.00 odbywa się pierwsza pasterka w nowym kościele. Uroczystość uświetnił swoją obecnością ksiądz biskup Jan Nowak. W koncelebrze brali też udział księża miejscowi. Kościół wypełnił się do ostatniego miejsca. Nic nie jest w stanie oddać atmosfery tamtej chwili, radości i chrześcijańskiej jedności. Ludzie mieli łzy w oczach, często twardzi mężczyźni płakali. Był to też wielki dzień księdza proboszcza Henryka Berki. W tym przecież momencie można było już powiedzieć, że kościół jest prawie wybudowany. Pozostały prace wykończeniowe, które prowadzone pod dachem nie rodziły tylu problemów. Wkrótce poświęcono nową drogę krzyżową, którą wykonał dr Henryk Pracz z Politechniki Gdańskiej. Jest on także projektantem wystroju wnętrza świątyni.
14 maja 1987 roku ksiądz biskup Jan Michalski przeprowadził kolejną wizytację duszpasterską parafii. Przybył do nowo wybudowanego kościoła krótko przed godziną 9.00. Po powitaniu odprawił mszę świętą dla chorych i dla osób w podeszłym wieku. Potem wizytował biuro parafialne, mieszkania miejscowych duszpasterzy, budynki i pozostałe pomieszczenia. Zjadł też obiad w gronie kapłanów z dekanatu Bydgoszcz III, a o godzinie 15.00 spotkał się z rodzicami i ich pociechami, udzielając wielu dzieciom błogosławieństwa. Następnie odbyła się msza święta o godzinie 18.00, podczas której biskupa przywitała Rada Parafialna oraz dzieci i grupy duszpasterskie. Sprawozdania złożył ksiądz proboszcz. Wieczorem odbyło się jeszcze z udziałem tego arcypasterza Nabożeństwo majowe.